# کهنه رودپشت
کهنه رودپشت، روستایی از توابع بخش رودبنه شهرستان لاهیجان در استان گیلان ایران است.

این روستا جاذبه های گردشگری و توریستی فراوانی دارد. از جمله تالاب آن  که گونه های مختلف درختان‌و گیاهان را در بر دارد و زیستگاه پرندگان وحشی در فصول سرد سال است.در زمان گذشته مردم این روستا فقط در یک مکان زندگی می کردند.بعد با امدن ویرسی به نام وبا، مردم شهر از انجا کوچ کردند و به صورت پراکنده مستقل شدند.

## جمعیت
این روستا در بخش رودبنه قرار دارد و براساس سرشماری مرکز آمار ایران در سال ۱۳۸۵، جمعیت آن ۳۸۱ نفر (۱۳۲ خانوار) بوده‌است.